# 吉沢亮
吉沢 亮（よしざわ りょう、1994年〈平成6年〉2月1日 - ）は、日本の俳優。東京都出身。アミューズ所属。

## 来歴
男4人兄弟の次男として生まれた。
2009年、母が応募した『アミューズ全国オーディション2009 THE PUSH!マン』で応募者31514名の中からRight-on賞を受賞してデビューした。なお、この時のグランプリは野村周平であった。2010年、舞台『BLACK PEARL』にて、ラム役で舞台初出演し、俳優デビューした。2011年、特撮ドラマ『仮面ライダーフォーゼ』で仮面ライダーメテオに変身する朔田流星役を演じた。人生の中で一番言っているセリフが「変身！」で、好きなセリフだと語っている。
2013年、テレビドラマ『ぶっせん』で、テレビドラマ初主演に抜擢。この作品は舞台としても上演された。もともと強い憧れもなく芸能界入りしたため、15歳でデビューしてから、しばらくはこの仕事が好きになれずにいたが、主演を務めたこの舞台でうまく現場をまとめられず、客席も埋められなかった悔しさが役者としての意識に繋がったという。
2019年、『なつぞら』で連続テレビ小説に初出演し、ヒロイン・なつの初恋の人で幼馴染の天陽を演じた。同年10月『空の青さを知る人よ』で声優に初挑戦し、金室慎之介（しんの）役を担当し、31歳と18歳を一人で演じ分けた。
2020年、エランドール賞新人賞を受賞し、 2019年公開の映画『キングダム』で秦王・嬴政と漂の一人二役の演技が評価され、第62回ブルーリボン賞で助演男優賞を、第43回日本アカデミー賞で最優秀助演男優賞を受賞した。
2021年、『青天を衝け』にて渋沢栄一役で大河ドラマ初出演・初主演。また、平成生まれ初の大河ドラマ主演俳優となった。
2022年、第30回橋田賞 新人賞を受賞。10月、『PICU 小児集中治療室』にて小児科医の志子田武四郎役で月9ドラマ初出演・初主演を務めた。
2024年4月、吉沢亮ファンクラブを開設。10月、第16回TAMA映画賞 最優秀男優賞（『ぼくが生きてる、ふたつの世界』『キングダム 大将軍の帰還』『かぞく』）を受賞した。

## 人物
- 趣味はギターの練習。特技は剣道で、小学校から高校までの約9年間、続けていた[17]。段位は二段[18]。2012年の『炎の体育会TV』剣道部団体戦にてその腕前を披露し、初戦で2年連続日本一の女子高生と、2戦目で実業団No.1大塚家具女子社員を相手に勝利している。また、2014年8月9日放送分での対決でも勝利している。剣道は関東大会優秀選手に選ばれたこともある。
- キックボクシングの経験はあるが、身体が固く、脚が全然上がらず、後ろ回し蹴りは上手にできないが、飛び後ろ回し蹴りはなぜかできるという[2]。
- 漫画から飛び出してきたかのような端正な顔立ちが特徴で、ストレートな二枚目よりも暗くてクセのある役や、どこか残念な三枚目を演じることが多い[19][20]。『サマーソング』で共演した浅香航大からは「隣に座ってるだけで銅像が座っているよう」と言われ[21]、『オオカミ少女と黒王子』で共演した二階堂ふみは舞台挨拶で「輝きがボロボロこぼれてた。平成のアラン・ドロンのような輝きがある」と吉沢を紹介した[22]。
- 2018年下半期vivi国宝級イケメンランキングで1位を獲得し、菅田将暉、山﨑賢人に続き3人目の殿堂入りを果たした[23]。
- 自らの性格を人見知りと評しており、高校時代は友人があまり多くなかったことをインタビューなどでも語っている[24][25]。広瀬すずとは1ヶ月ほど『なつぞら』で共演し少し期間が空いてから『一度死んでみた』で共演し、再び『なつぞら』の撮影に戻り約1年間一緒に撮影をしたが、お互い人見知りのため出会ってから話すまで半年近くかかった[26][27]。
- また本人曰く”すごくインドア”で、「家でしかはしゃげない」と、自宅生活を満喫していることを明かしている[28][29]。コロナ禍の自粛生活も元々自宅生活が好きなことから「何の苦もなかった」という[29]。
- 仮面ライダーシリーズは、『仮面ライダークウガ』から『仮面ライダー電王』まで観ており、幼少期には「仮面ライダーになりたい」と七夕の短冊に毎年書き続けていたという[2]。

## 不祥事
2024年12月30日に酒に酔って自身のマンションの隣の部屋に侵入し、住居侵入の疑いで警視庁から任意で事情を聴かれ、2025年1月6日に所属事務所のアミューズがコメントを発表し、謝罪した。この件の影響で、1月7日にCM出演していたアサヒビールが契約を中途解約すると発表し、1月9日にCMキャラクターを務めていた花王「ピュオーラ」の広告展開が予定を前倒しして終了し、1月14日に2月14日公開予定の主演映画『ババンババンバンバンパイア』の公開延期が発表された。
一方、同日にアイリスオーヤマはタレント契約を継続すると発表し、所属事務所のアミューズが被害者との示談が成立したことを発表した。3月29日に主演映画『ババンババンバンバンパイア』の新たな公開日が7月4日となることが発表され、東京地検は3月31日までに住居侵入容疑で警視庁に書類送検されていた吉沢亮を、2月3日付で不起訴とした。

## 受賞歴
2009年
- アミューズ全国オーディション2009「THE PUSH！マン 〜あなたの周りのイケてる子募集〜」Right-on賞

2018年
- 第10回TAMA映画賞 最優秀新進男優賞（『リバーズ・エッジ』『猫は抱くもの』『銀魂2 掟は破るためにこそある』『悪と仮面のルール』『レオン』）
- 第40回ヨコハマ映画祭 最優秀新人賞（『リバーズ・エッジ』『銀魂2 掟は破るためにこそある』『ママレード・ボーイ』）

2019年
- 第42回日本アカデミー賞 新人俳優賞（『リバーズ・エッジ』）

2020年
- 第43回日本アカデミー賞 最優秀助演男優賞（『キングダム』）
- エランドール賞 「新人賞（TVガイド賞）」
- 第62回ブルーリボン賞 助演男優賞（『キングダム』）

2022年
- 第110回ザテレビジョンドラマアカデミー賞 主演男優賞（『青天を衝け』）
- 第30回橋田賞 新人賞（『青天を衝け』）

2024年
- 第16回TAMA映画賞 最優秀男優賞（『ぼくが生きてる、ふたつの世界』『キングダム 大将軍の帰還』『かぞく』）

2025年
- 第34回日本映画批評家大賞 主演男優賞（『ぼくが生きてる、ふたつの世界』）

## 出演
※役名の太字は主演作品。

### テレビドラマ
- サイン（2011年1月19日 - 3月16日、毎日放送） - 結城なぎ 役
- 金魚倶楽部 （2011年7月23日 - 10月1日、NHK総合） - 柳橋翔 役[43]
- 仮面ライダーフォーゼ 第16話 - 最終話（2011年12月25日 - 2012年8月26日、テレビ朝日） - 朔田流星 役
- そこをなんとか 第2話（2012年10月28日、NHK BSプレミアム） - 矢部圭太 役
- シェアハウスの恋人 第3話・第4話（2013年1月30日 - 2月6日、日本テレビ） - 根岸 役
- 最悪の卒業式（2013年3月23日、日本テレビ） - 牧原匠 役
- たべものがたり 彼女のこんだて帖 第6話・第7話（2013年4月21日 - 28日、NHK BSプレミアム） - 増淵正宗 役
- ぶっせん（2013年7月16日 - 9月24日、TBS） - 田村正助 役[44][45]
- ロストデイズ（2014年1月11日 - 3月15日、フジテレビ） - 高野ナツ 役[46]
- 新解釈・日本史 第1話・第3話・第9話（2014年4月28日・5月12日・6月23日、毎日放送） - 武将、蒲田伝兵衛、屋吉 役
- 水球ヤンキース（2014年7月12日 - 9月20日、フジテレビ） - 加東慎介 役[47]
- 地獄先生ぬ〜べ〜（2014年10月11日 - 12月13日、日本テレビ） - 木村克也 役[48]
- HEAT（2015年7月7日 - 9月1日、関西テレビ） - 松山航平 役[49]
- 一路 最終回（2015年9月25日、NHK BSプレミアム） - 徳川家茂 役
- オトナ女子（2015年10月15日 - 12月17日、フジテレビ） - 前川亮介 役
- ダメな私に恋してください 第1話（2016年1月12日、TBS） - 佐野純太 役
- 臨床犯罪学者 火村英生の推理 第2話（2016年1月24日、日本テレビ） - 幡多瑛助 役
- 武道館（2016年2月6日 - 3月26日、フジテレビ・BSスカパー!） - 水嶋大地 役[50]
- 早子先生、結婚するって本当ですか? 第4話・第7話（2016年5月12日・6月2日、フジテレビ） - 喜連川隼人 役[51]
- せいせいするほど、愛してる 第3話（2016年7月26日、TBS） - 石岡健斗 役[52]
- バスケも恋も、していたい（2016年9月19日 - 21日、フジテレビ） - 矢吹瞬 役[53]
- コールドケース 〜真実の扉〜 第1話（2016年10月22日、WOWOW) - 工藤順一 役
- トモダチゲーム（2017年4月6日 - 27日、テレビ神奈川） - 片切友一 役[54]
- 下北沢ダイハード 第1話（2017年7月21日、テレビ東京） - 渡部健人 役
- 恋する香港（2017年10月9日 - 30日、毎日放送） - 山田健太 役[注釈 1][55][56]
- ぼくは麻理のなか（2017年10月17日 - 12月5日、フジテレビ） - 小森功 役
- GIVER 復讐の贈与者 （2018年7月14日 - 9月29日、テレビ東京） - 義波 役[57]
- サバイバル・ウェディング （2018年7月14日 - 9月22日、日本テレビ） - 柏木祐一 役[58]
- レ・ミゼラブル 終わりなき旅路（2019年1月6日、フジテレビ） - 馬場純（青年期） 役[59]
- 連続テレビ小説（NHK） 
  - なつぞら 第12話 - 第137話（2019年4月13日 - 9月5日） - 山田天陽 役[60]
  - ばけばけ（2025年後期放送予定） - 錦織友一 役[61]
- 半沢直樹（TBS）
  - 半沢直樹II・エピソードゼロ〜狙われた半沢直樹のパスワード〜（2020年1月3日） - 高坂圭 役[62]
  - 2020年版 第3話（2020年8月2日） - 高坂圭 役[63]
- 大河ドラマ 青天を衝け（2021年2月14日 - 12月26日、NHK） - 渋沢栄一 役[10][12][64][65]
- PICU 小児集中治療室（2022年10月10日 - 12月19日、フジテレビ） - 志子田武四郎 役[14]
  - PICU 小児集中治療室 スペシャル 2024（2024年4月13日、フジテレビ）[66]

### 映画
- 平成仮面ライダーシリーズ（東映） - 朔田流星 / 仮面ライダーメテオ 役
  - 仮面ライダー×仮面ライダー フォーゼ&オーズ MOVIE大戦MEGA MAX（2011年12月10日公開）
  - 仮面ライダー×スーパー戦隊 スーパーヒーロー大戦（2012年4月21日公開）
  - 仮面ライダーフォーゼ THE MOVIE みんなで宇宙キターッ!（2012年8月4日公開）
  - 仮面ライダー×仮面ライダー ウィザード&フォーゼ MOVIE大戦アルティメイタム（2012年12月8日公開）
- ぼくが処刑される未来（2012年11月23日公開、東映） - ライズマン / 砂田悠 役[注釈 2][67]
- 男子高校生の日常（2013年10月12日公開、ショウゲート） - ヒデノリ 役
- カノジョは嘘を愛しすぎてる（2013年12月14日公開、東宝） - 君嶋祐一 役
- 赤々煉恋（2013年12月21日公開、アイエス・フィールド） - 潤也 役
- アオハライド（2014年12月13日公開、東宝） - 小湊亜耶 役
- 通学シリーズ 通学電車（2015年11月7日公開、ポニーキャニオン） - トモ 役
- さらば あぶない刑事（2016年1月30日公開、東映） - 川澄和則 役
- オオカミ少女と黒王子（2016年5月28日公開、ワーナー・ブラザース映画） - 日下部憂 役[68]
- KABUKI DROP（2016年6月25日公開、HIGH BROW CINEMA） - オサム 役
- サマーソング（2016年9月17日公開、クラスター） - 市原健一（イッチー） 役[69]
- LAST COP THE MOVIE（2017年5月3日公開、松竹） - 藤崎誠吾 役[70]
- トモダチゲーム（2017年6月3日公開、キャンター） - 片切友一 役
  - トモダチゲーム 劇場版FINAL（2017年9月2日公開）
- 銀魂（2017年7月14日公開、ワーナー・ブラザース映画） - 沖田総悟 役[71]
  - 銀魂2 掟は破るためにこそある（2018年8月17日公開）[72]
- 斉木楠雄のΨ難（2017年10月21日公開、ソニー・ピクチャーズ エンタテインメント / アスミック・エース） - 海藤瞬 役
- 悪と仮面のルール（2018年1月13日公開、ファントム・フィルム） - 伊藤亮祐 役[73]
- リバーズ・エッジ（2018年2月16日公開、キノフィルムズ / 木下グループ） - 山田一郎 役[74]
- レオン（2018年2月24日公開、ファントム・フィルム） - 一条徹 役[75]
- ママレード・ボーイ（2018年4月27日公開、ワーナー・ブラザース映画） - 松浦遊 役[注釈 3][76]
- 猫は抱くもの（2018年6月23日公開、キノフィルムズ / 木下グループ） - 良男 役[77]
- BLEACH 死神代行篇（2018年7月20日公開、ワーナー・ブラザース映画） - 石田雨竜 役[78]
- あのコの、トリコ。（2018年10月5日公開、ショウゲート） - 鈴木頼 役[79]
- キングダム（2019年4月19日公開、東宝 / ソニー・ピクチャーズ エンタテインメント） - 嬴政 / 漂 役[注釈 4][80]
  - キングダム2 遥かなる大地へ（2022年7月15日公開）[81][82]
  - キングダム 運命の炎（2023年7月28日公開）[83]
  - キングダム 大将軍の帰還（2024年7月12日公開）[84]
  - キングダム 大将軍の意思を継いだものたち（2026年夏公開予定）[85]
- 一度死んでみた（2020年3月20日公開、松竹） - 松岡卓 役[86]
- 青くて痛くて脆い（2020年8月28日公開、東宝） - 田端楓 役[注釈 5][87]
- さくら（2020年11月13日公開、松竹） - 長谷川一 役[88]
- AWAKE（2020年12月25日公開、キノフィルムズ） - 清田英一 役[89]
- 東京リベンジャーズ（2021年7月9日公開、ワーナー・ブラザース映画） - 佐野万次郎 役[90][91]
  - 東京リベンジャーズ2 血のハロウィン編 -運命-（2023年4月21日公開）[92][93]
  - 東京リベンジャーズ2 血のハロウィン編 -決戦-（2023年6月30日公開）[93]
- ブラックナイトパレード（2022年12月23日公開、東宝） - 日野三春 役[94]
- ファミリア（2023年1月6日公開、キノフィルムズ） - 神谷学 役[95]
- かぞく（2023年11月3日公開、アニプレックス） - マコト 役[注釈 6][96][97]
- ぼくが生きてる、ふたつの世界（2024年9月20日公開、ギャガ） - 五十嵐大 役[98][99]
- 国宝（2025年6月6日公開、東宝） - 立花喜久雄 役[100]
- ババンババンバンバンパイア（2025年7月4日公開、松竹） - 森蘭丸 役[101][102]

### Webドラマ
- ネット版 仮面ライダー×スーパー戦隊 スーパーヒーロー大変 〜犯人はダレだ?!〜（2012年4月1日、東映） - 朔田流星の声 役
- ネット版 仮面ライダーフォーゼ みんなで授業キターッ!（2012年7月13日、東映） - 朔田流星 役
- 世界一即戦力な男（2014年1月24日 - 4月9日、フジテレビ） - イケダ 役
- スマドラ「彼方からのエール」（2016年12月09日、FOD） - カズマ 役[103]
- ぼくは麻理のなか（2017年3月31日、FOD） - 小森功 役[注釈 7][104][105]
- 銀魂 -ミツバ篇-（2017年7月15日、dTV） - 沖田総悟 役[106]
  - 銀魂2 -世にも奇妙な銀魂ちゃん- 土方禁煙篇（2018年8月25日、dTV）[107]
- PICU〜小児集中治療室〜スピンオフ（2024年4月1日、FOD） - 志子田武四郎 役[108]

### Web映画
- クレイジークルーズ（2023年11月16日、Netflix） - 冲方優 役[注釈 8][109][110][111]

### 劇場アニメ
- 空の青さを知る人よ（2019年10月11日公開、東宝） - 金室慎之介、しんの 役[112]
- 僕のヒーローアカデミア THE MOVIE ワールド ヒーローズ ミッション（2021年8月6日公開、東宝） - ロディ・ソウル 役[113]

### 舞台
- BLACK PEARL（2010年4月7日 - 4月11日、アミューズ） - ラム 役
- 冒険絵本 PINOCCHIO -ピノキオ-（2011年8月12日 - 8月28日、アミューズ） - 浦野 / 浦島太郎 役
- Mystic Topaz（2011年10月1日 - 10月16日、アミューズ） - 築地 役
- ぶっせん（2013年11月6日 - 11月17日、TBS） - 田村正助 役
- TOKYOHEAD〜トウキョウヘッド〜（2015年3月18日 - 3月23日、東京グローブ座、ヨーロッパ企画） - 柏ジェフリー 役
- ライ王のテラス（2016年3月4日 - 3月17日、TBS赤坂ACTシアター、TBS） - 石工のちの若棟梁 役[114]
- 百鬼オペラ 「羅生門」（2017年9月8日 - 10月22日、Bunkamuraシアターコクーン 他3会場、ホリプロ） - 下人のかつての主人 / 武弘 役[115]
- プロデューサーズ（2020年11月9日 - 12月6日、東急シアターオーブ） - レオ・ブルーム 役[注釈 9][116]
- マーキュリー・ファー Mercury Fur（再演）（2022年1月28日 - 3月11日、世田谷パブリックシアター 他） - エリオット 役[117][118]

### バラエティ
- ディズニー365（2010年10月4日 - 2011年10月2日、ディズニー・チャンネル）
- 炎の体育会TV（2012年11月24日 - 、TBS） - 剣道部
- 恋んトス シーズン1〜6（2014年7月22日 - 2017年3月26日、TBS） - MC

### オリジナルビデオ
- 仮面ライダーフォーゼ 超バトルDVD 友情のロケットドリルステイツ（2012年6月） - 朔田流星 役
- 仮面ライダーフォーゼ アストロスイッチひみつレポート（2012年7月） - 朔田流星 役[注釈 10]

### ミュージック・ビデオ
- FLOW「旅立ちグラフィティ」
- GReeeeN「桜color」「恋」
- LEGO BIG MORL「あなたがいればいいのに」
- indigo la End「鐘泣く命」
- 岸洋佑「ごめんね」[119]
- 石崎ひゅーい「ワスレガタキ」[120]

### CM・広告
- マクドナルド「ハッピーセット Mezzo piano (ファッション)メゾピアノ」（2011年 - ）
- バンダイ「仮面ライダーチョコビスケット」（2012年 - ）
- アサヒフードアンドヘルスケア 「MINTIA」（2015年 - ）
- ニベア花王「ニベア リフレッシュプラス アクアモイスチャーボディジェル」（2016年 - ）
- ジーユー「GU CURATORS ROOM」（2017年 - ）
- キユーピー「アヲハタ55ジャム ママレード」（2017年 - ） - ナレーション
  - キユーピー「キューピーマヨネーズ」（2019年 - ） - ナレーション
  - キユーピー「アヲハタ まるごと果実」（2020年 - ） - ナレーション
- バンダイナムコエンターテインメント「レイヤードストーリーズゼロ」（2017年 - ）
- 銀座カラー（2018年 - ）[121]
- ABC MART「ASICS GEL-PROMESA」(2018年 - ）
- 全日本空輸「FEEL THE NEW SKY」（2018年 - ）
  - 全日本空輸「ANA SUPER VALUE」（2018年 - ）
- アイプリモ「プロポーズの翌日」（2018年 - ）
- LOTTE「ポリフェノールショコラ」（2018年 - ）[注釈 11]
  - LOTTE「パイの実」（2019年 - ）
  - LOTTE「ガーナ」（2019年 - ）[122]
- CASIO「G-SHOCK 2018 WINTER」（2018年 - ）
- SoftBank （2019年 - ）[123]
- アフラック生命保険 「ライフステージの変化にちゃんと応える医療保険EVER」（2019年 - ）
- マイナビバイト「バイト探しサムライ」（2019年 - ）[124]
- 高橋書店「手帳は高橋」（2019年 - ）[125]
- ユーキャン「はじめてよかったー。ユーキャン」（2020年 - ）
- キリンビバレッジ「生茶」（2020年 - ）[126]
- スズキ「ソリオ/ソリオバンディット」（2020年11月 - 2022年12月）[127]
- アイリスオーヤマ  - 要正直 役
  - 「低温製法米のおいしいごはん」（2020年 - ）[128]
  - 「新生活家電シリーズ」（2021年 - ）[129]
  - 「アイリスのお茶 綠」（2025年 - ） - 要正直之介 役[130][131]
- ディオール ビューティー アンバサダー（2021年 - ）[132][133]
- 三井住友海上火災保険（2021年 - ）[134]
- LINE Digital Frontier「LINEマンガ TELLER」（2021年 - ）[135]
- 富士フイルム「お正月を写そう♪」（2021年 - ）[136]
- i-D JAPAN×VALENTINO（2022年 - ）[137]
- アサヒビール「アサヒスーパードライ ドライクリスタル」（2023年 - 2025年1月[注釈 12]）[140]
- ユニバーサルミュージック 「#ぼくらの冬曲キャンペーン」（2023年 - ）[141]
- カプコン×ナイアンティック「Monster Hunter Now」（2023年 - ）[142]
- 花王「ピュオーラ」（2024年）[143]

### イベント
- Amuse presentsシリーズ
  - 「Amuse presents SUPER ハンサム LIVE 2009 ♂男 da 男!!♂」（2009年12月29日、12月30日、アミューズ）
  - 「Amuse presents THE GAME 〜Boy's Film Show〜」（東京公演：2010年8月2日-8月4日、大阪公演：8月13日-8月15日、アミューズ）
  - 「Amuse presents SUPER ハンサム LIVE 2010」（2010年12月29日、12月30日、アミューズ）
  - 「Amuse presents SUPER ハンサム LIVE 2012」（2012年12月26日、27日、28日、アミューズ）
  - 「Amuse presents SUPER ハンサム LIVE 2013」（2013年12月26日、27日、アミューズ）
  - 「Amuse presents SUPER ハンサム LIVE 2014」（2014年12月26日、27日、28日、アミューズ)
  - 「Amuse presents HANDSOME FESTIVAL 2016」（2016年12月17日、18日、29日 アミューズ）
  - 「Amuse Presents HANDSOME FILM FESTIVAL 2017」（2017年12月27日、アミューズ）[144]
- 仮面ライダー生誕40周年×スーパー戦隊シリーズ35作品記念 40×35 感謝祭 Anniversary LIVE & SHOW（2012年1月）
- 仮面ライダーフォーゼ スペシャルイベント - 天ノ川学園高等学校 春の学園祭スペシャル（2012年5月）
- 仮面ライダーフォーゼ ファイナルステージ&番組キャストトークショー（2012年9月）
- Immersive Museum TOKYO vol.3 印象派と浮世絵 ゴッホと北斎、モネと広重（2024年7月10日 - 10月29日） - 公式アンバサダー[145]

### ゲーム
- 仮面ライダーシリーズ（バンダイナムコエンターテインメント） - 仮面ライダーメテオ 役
  - 仮面ライダーバトル ガンバライド（2012年1月26日、アーケード）
  - 仮面ライダー 超クライマックスヒーローズ（2012年11月29日、Wii・PSP）
  - 仮面ライダー バトライド・ウォー（2013年5月23日、PS3）
  - 仮面ライダー トラベラーズ戦記（2013年11月28日、3DS）
  - 仮面ライダーバトル ガンバライジング（2013年12月19日、アーケード）
  - 仮面ライダー バトライド・ウォーII（2014年6月26日、PS3、Wii U）
  - スーパーヒーロージェネレーション（2014年10月23日、PS3、PS Vita）[146]
  - 仮面ライダー バトライド・ウォー創生（2016年2月25日、PS4・PS3・PS Vita）[147]
  - オール仮面ライダー ライダーレボリューション（2017年12月1日、3DS）
  - 仮面ライダー クライマックスファイターズ（2017年12月7日、PS4）
  - 仮面ライダーバトル ガンバレジェンズ（2023年3月23日、アーケード）

### 情報番組
- ZIP!（2020年2月7日 - 2月28日、日本テレビ） - 金曜パーソナリティー[148]

### ナレーション
- 東京国立博物館創立150年記念 特別展「国宝 東京国立博物館のすべて」（2022年） - 音声ガイドナビゲーター[149]

### その他のテレビ番組
- おやすみ王子（2016年12月20日 - 12月24日、NHK Eテレ）[150]
- 第71回NHK紅白歌合戦（2020年12月31日、NHK） - ゲスト審査員[151]

## 作品

### CD
- SIGN名義「サイン」（2011年3月2日） - テレビドラマ『サイン』主題歌
- 極楽ボーイズ名義「ぶっせん サンバ」（2013年11月6日） - テレビドラマ『ぶっせん』主題歌
- MUSH&Co.名義「明日も」（2013年12月4日） - 映画『カノジョは嘘を愛しすぎてる』劇中歌

### 参加作品
- 小沢健二「アルペジオ (きっと魔法のトンネルの先)」（2018年2月14日） - Voiceで参加[152]

### 映像作品
- DVDしりょう（2020年7月21日、アミューズソフトエンタテインメント）[153]

## 書籍

### 写真集
- はじまり。（2012年8月31日、ワニブックス）ISBN 978-4-8470-4458-8
- One day off（2017年5月20日、ワニブックス）ISBN 978-4-8470-4911-8
- Departure（2019年6月21日、アミューズ）
- 青天の栄一（2022年2月14日、ワニブックス）[154]ISBN 978-4-8470-8410-2
- Profile（2024年6月14日、アミューズ）[155]
- FOSS（2025年8月7日、アミューズ）[156]

### インタビュー集
- Interview（2019年6月14日、ワニブックス）ISBN 978-4-8470-8213-9
- 対談集 TALK to YOU（2022年6月24日、集英社）[157][158]ISBN 978-4-08-771799-0

### カバーモデル
- 君は俺のもの。（2011年10月25日、アスキー・メディアワークス魔法のiらんど文庫）ISBN 978-4-04-870989-7
- 合法ストーカー 彼の隣は…緊張しすぎて立てません(>_<) （2014年2月25日、小学館エンジェル文庫） ISBN 978-4-09-455002-3
- 通学シリーズ スピンオフ つよがりな君のためのホットミルク（2016年4月1日、集英社コバルト文庫）ISBN 978-4-08-601898-2